# Birgit Trulsson
Anna Birgit Trulsson (Maglarp, 6 de dezembro de 1922 — Trelleborg, 4 de março de 2014), foi uma pintora, desenhista e professora de desenho sueca.
Filha do fazendeiro Johan Trulsson e de Clary Íris Ingeborg Svensson. Trulsson estudou na escola de pintura Scanian entre 1942 e 1944, na escola de pintura Grünewald de 1944-1946 e na escola de pintura Otte Sköld de 1946-1947, que foi seguido por auto-estudo de viagens para a Dinamarca, Noruega e Alemanha. Após os seus estudos trabalhou como professora de desenho em 1950-1960. Separadamente, ela pediu para sair fora algumas vezes em Linkoping, e Trelleborg. Participou de exposições coletivas organizadas pela arte de Trelleborg. Sua arte consiste em pintada morta com flores, paisagem, figura e motivos de animais, executado em óleo, pastel ou aguarela.